# BET Awards 2015
Die BET Awards 2015 waren die 15. von Black Entertainment Television (BET) vergebenen BET Awards, die an Künstler in den Bereichen Musik, Schauspiel, Film und Sport vergeben wurden. Die Verleihung fand am 28. Juni 2015 im Microsoft Theater, Los Angeles, Kalifornien statt. Die Moderation übernahmen Anthony Anderson und Tracee Ellis Ross, beide Darsteller Serie Black-ish.
Den Preis für das Lebenswerk erhielt Smokey Robinson, den Humanitarian Award der Radiomoderator Tom Joyner.
Am häufigsten nominiert waren Nicki Minaj und Chris Brown, die beide sechs Nominierungen erhielten. Sie gewannen beide zwei Awards, womit Beyoncé mit drei gewonnenen Preisen die Siegerin des Abends war.

## Besonderheiten
Sam Smith ist der einzige weiße Künstler, der bisher in der Kategorie Best New Artist ausgezeichnet wurde. Smith war bei der Veranstaltung nicht anwesend, worauf Anthony Hamilton den Preis entgegennahm und einen Witz machte, das Sam Smith nicht da sei, weil Smith weiß sei und nicht geglaubt habe, gewinnen zu können. Smith würde aber auch von der schwarzen Gemeinschaft geliebt meinte er augenzwinkernd. Smith bedankte sich später mit einer Reihe von Emojis.
Neu hinzu kam der BET Award for Best New International Act, der die beiden internationalen Kategorien für das vereinigte Königreich und Afrika um einen Zuschauerpreis für den besten internationalen Newcomer ergänzt. Zudem wurde Janet Jackson als „Ultimate Icon“ geehrt.

## Liveauftritte
| Künstler                                                                     | Song(s) |
| ---------------------------------------------------------------------------- | --- |
| Kendrick Lamar                                                               | Alright |
| Janelle Monáe Jidenna                                                        | Yoga (Monáe) Classic Man (Jidenna) |
| Chris Brown Tyga Omarion                                                     | Liquor (Brown) Ayo (Brown and Tyga) Post to Be (Brown and Omarion) |
| The Weeknd Alicia Keys                                                       | The Hills Earned It |
| Donnie McClurkin                                                             | The Blood Will Never Lose Its Power (Tribute to Andrae Crouch) |
| Silento                                                                      | Watch Me |
| Diddy Mase 112 Faith Evans French Montana The LOX Lil’ Kim Pharrell Williams | Bad Boy Reunion 1. Can't Nobody Hold Me Down (Diddy) 2. Feel So Good (Mase) 3. Peaches & Cream (112) 4. I Need a Girl (Part Two) (Diddy) 5. Love Like This (Evans) 6. Hot Nigga (Remix) (Montana) 7. Can't You See (Tribute to The Notorious B.I.G.) 8. It's All About the Benjamins (Diddy, LOX and Kim) 9. Mo Money Mo Problems (Diddy and Mase) (Tribute to The Notorious B.I.G.) 10. Finna Get Loose (Williams) |
| Tori Kelly Robin Thicke Ne-Yo                                                | Tribute to Smokey Robinson 1. Who’s Loving You (Kelly) 2. Ooo Baby Baby (Thicke) 3. The Tears of a Clown (Ne-Yo) |
| Smokey Robinson                                                              | The Tracks of My Tears Cruisin’ My Girl (mit Tori Kelly, Robin Thicke und Ne-Yo) |
| Meek Mill Nicki Minaj Chris Brown                                            | Monster (Mill) All Eyes on You |
| Yazz Jussie Smollett Serayah Juicy J                                         | No Apologies (Yazz and Smollett) Drip Drop (Yazz, Serayah and Juicy J) You’re So Beautiful (Smollett) |
| Anthony Hamilton Gary Clark, Jr.                                             | When a Man Loves a Woman Stand By Me The Thrill is Gone (Tribute to Percy Sledge, Ben E. King and B.B. King) |
| Big Sean E-40                                                                | One Man Can Change the World (Sean) Blessings (Sean) I Don’t Fuck with You |
| Tinashe Jason Derulo Ciara                                                   | Dance Tribute to Janet Jackson 1. The Pleasure Principle (Tinashe) 2. All for You (Derulo) 3. If (Ciara) 4. Rhythm Nation 5. No Sleeep (performed by the Unbreakable World Tour Dancers) |
| K. Michelle Tamar Braxton Patti LaBelle                                      | Hard To Do (Michelle) If I Don’t Have You (Braxton) If Only You Knew |
| Fetty Wap                                                                    | Trap Queen |

## Gewinner und Nominierte
Die Gewinner sind fett markiert und vorangestellt.
| Video of the Year | Viewers' Choice |
| --- | --- |
| - Beyoncé – 7/11 - Common featuring John Legend – Glory - Big Sean featuring E-40 – I Don’t Fuck with You - Chris Brown featuring Lil Wayne and Tyga – Loyal - Chris Brown featuring Usher and Rick Ross – New Flame - Nicki Minaj – Anaconda | - Nicki Minaj featuring Drake, Lil Wayne and Chris Brown – Only - Beyoncé – 7/11 - Dej Loaf – Try Me - Kendrick Lamar – i - Rae Sremmurd featuring Nicki Minaj and Young Thug – Throw Sum Mo - The Weeknd – Earned It                                                                                  |
| Best Female Hip Hop Artist | Best Male Hip Hop Artist |
| - Nicki Minaj - Azealia Banks - Iggy Azalea - Dej Loaf - Trina - Tink | - Kendrick Lamar - Big Sean - Common - J. Cole - Drake - Wale |
| Best Female R&B/Pop Artist | Best Male R&B/Pop Artist |
| - Beyoncé - K. Michelle - Ciara - Janelle Monáe - Rihanna - Jhené Aiko | - Chris Brown - August Alsina - John Legend - The Weeknd - Trey Songz - Usher |
| Best Group | Best New Artist |
| - Rae Sremmurd - Jodeci - A$AP Mob - Migos - Rich Gang - Young Money | - Sam Smith - Bobby Shmurda - Dej Loaf - Fetty Wap - Rae Sremmurd - Tinashe |
| Best Gospel Artist | Best Collaboration |
| - Lecrae - Deitrick Haddon - Erica Atkins-Campbell - Fred Hammond - Mali Music - Michelle Williams | - Common and John Legend – Glory - August Alsina featuring Nicki Minaj – No Love (Remix) - Big Sean featuring E–40 – I Don’t Fuck with You - Chris Brown featuring Lil Wayne and Tyga – Loyal - Chris Brown featuring Usher and Rick Ross – New Flame - Mark Ronson featuring Bruno Mars – Uptown Funk |
| Best Centric | Video Director of the Year |
| - The Weeknd – Earned It - AverySunshine – Call My Name - Jazmine Sullivan featuring Meek Mill – Dumb - Sam Smith & Mary J. Blige – Stay With Me - Mark Ronson featuring Bruno Mars – Uptown Funk                                             | - Beyoncé, Ed Burke and Todd Tourso - Benny Boom - Chris Robinson - Fatima Robinson - Hype Williams |
| YoungStars Award | Best Movie |
| - Mo’ne Davis - Jacob Latimore - Jaden Smith - Quvenzhané Wallis - Zendaya | - Selma - Annie - Beyond the Lights - Denk wie ein Mann 2 (Think Like a Man Too) - Top Five |
| Best Actress | Best Actor |
| - Taraji P. Henson - Gabrielle Union - Kerry Washington - Tracee Ellis Ross - Viola Davis | - Terrence Howard - Anthony Anderson - Idris Elba - Jussie Smollett - Kevin Hart |
| Sportswoman of the Year | Sportsman of the Year |
| - Serena Williams - Brittney Griner - Candace Parker - Skylar Diggins - Venus Williams | - Stephen Curry - Chris Paul - Floyd Mayweather - LeBron James - Marshawn Lynch |
| Best International Act: Africa | Best International Act: United Kingdom |
| - Stonebwoy - AKA - Fally Ipupa - Sarkodie - Sauti Sol - The Soil - Wizkid - Yemi Alade | - Stormzy - FKA Twigs - Fuse ODG - Lethal Bizzle - Little Simz - MNEK |
| FANdemonium Award | Viewer's Choice Award: Best New International Act |
| - Chris Brown - Beyoncé - Drake - Nicki Minaj | - Eddy Kenzo - Cassper Nyovest - George the Poet - MiC LOWRY - MzVee - Novelists |
| BET Lifetime Achievement Award | Humanitarian Award |
| - Smokey Robinson | - Tom Joyner |
| Ultimate Icon: Music Dance Visual Award | |
| - Janet Jackson | |